# Oleg Fomin
Oleg Fomin (Tambov, 21 maggio 1962) è un attore e regista russo, fino al 1991 sovietico.

## Filmografia parziale

### Regista
- Den' vyborov (2007)
- Gospoda oficery: Spasti imperatora (2008)